# Pioneer Electronics 200 1991
Pioneer Electronics 200 1991 var ett race som var den fjortonde deltävlingen i PPG IndyCar World Series 1991. Racet kördes den 15 september på Mid-Ohio Sports Car Course. Michael Andretti tog en viktig seger i kampen om mästerskapsledningen. Emerson Fittipaldi blev tvåa, medan den tidigare mästerskapsledande Bobby Rahal blev trea, vilket gjorde att han tappade den sammanlagda ledningen till Andretti.

## Slutresultat
| Plats | Förare                | Team                     | Grid | Kvaltid  |
| ----- | --------------------- | ------------------------ | ---- | -------- |
| 1     | Michael Andretti      | Newman/Haas Racing       | 1    | 1.09,475 |
| 2     | Emerson Fittipaldi    | Marlboro Team Penske     | 5    | 1.10,254 |
| 3     | Bobby Rahal           | Galles-Kraco Racing      | 3    | 1.10,136 |
| 4     | Scott Pruett          | Truesports Co.           | 4    | 1.10,179 |
| 5     | Al Unser Jr.          | Galles-Kraco Racing      | 7    | 1.10,789 |
| 6     | Rick Mears            | Marlboro Team Penske     | 2    | 1.10,006 |
| 7     | Mario Andretti        | Newman/Haas Racing       | 6    | 1.10,539 |
| 8     | Eddie Cheever         | Chip Ganassi Racing      | 11   | 1.11,617 |
| 9     | Arie Luyendyk         | Vince Granatelli Racing  | 10   | 1.11,526 |
| 10    | John Andretti         | Hall/VDS Racing          | 8    | 1.11,399 |
| 11    | Scott Goodyear        | UNO Racing               | 12   | 1.11,664 |
| 12    | Ted Prappas           | P.I.G. Racing            | 13   | 1.13,100 |
| 13    | Scott Brayton         | Dick Simon Racing        | 15   | 1.13,175 |
| 14    | Hiro Matsushita       | Dick Simon Racing        | 21   | 1.14,266 |
| 15    | Randy Lewis           | Dale Coyne Racing        | 23   | 1.15,062 |
| 16    | Michael Greenfield    | Dale Coyne Racing        | 19   | 1.14,088 |
| 17    | Danny Sullivan        | Patrick Racing           | 9    | 1.11,503 |
| 18    | Tony Bettenhausen Jr. | Bettenhausen Motorsports | 16   | 1.13,497 |
| 19    | Jeff Wood             | Euromotorsport           | 18   | 1.13,787 |
| 20    | Mike Groff            | A.J. Foyt Enterprises    | 14   | 1.13,149 |
| 21    | John Jones            | Arciero Racing           | 24   | 1.15,711 |
| 22    | Jeff Andretti         | Bruce Leven Racing       | 20   | 1.14,236 |
| 23    | Didier Theys          | Leader Cards Racing      | 22   | 1.14,982 |
| 24    | Buddy Lazier          | Walker Racing            | 17   | 1.13,590 |